# 378002 `Akialoa
378002 `Akialoa este o planetă minoră (asteroid) din centura de asteroizi. A fost descoperită pe 14 septembrie 2006 la Mauna Kea de Joseph Masiero⁠(d). 
Obiectul prezintă o orbită caracterizată de o semiaxă mare de 2,2656967833857 UAi, o excentricitate de 0,04, o înclinație de 7,6 ° în raport cu ecliptica.